# The Little Bear Movie
The Little Bear Movie é um filme de animação baseado na série televisiva Little Bear, que por sua vez é baseada em uma série de livros infantis homônima escrita por Else Holmelund Minarik e ilustrada por Maurice Sendak. O filme foi produzido pela Nelvana Limited para a Paramount Pictures. É estrelado por Kristin Fairlie como a voz do Pequeno Urso.

## Sinopse
Quando o Pequeno Urso vai acampar com seu pai, ele encontra um novo amigo: o jovem Ursinho, um urso da mesma idade. Ele vai para a casa de Pequeno Urso e se diverte com panquecas e seus novos amigos Pata, Gato, Coruja e Galinha. Mas Ursinho revela que se perdeu dos pais durante uma tempestade. O Pequeno Urso e seus amigos decidem ajudar e formam uma equipe para encontrar os pais de Ursinho. Mas eles se perdem na floresta chamada "Imensidão" e não conseguem sair de lá. Somando-se ao problema: um Puma, chamado "Encrenca", quer devorar o grupo.

## Lançamento e repercussão
O filme foi lançado em VHS e DVD pela Paramount Home Entertainment. Shawn Colvin (intérprete) e Marc Jordan / Antony Vanderburgh (compositores) foram indicados para a categoria Melhor Canção Original no Video Premiere Awards de 2001 pela canção "Great Big World". 